# الفظائع في دولة الكونغو الحرة

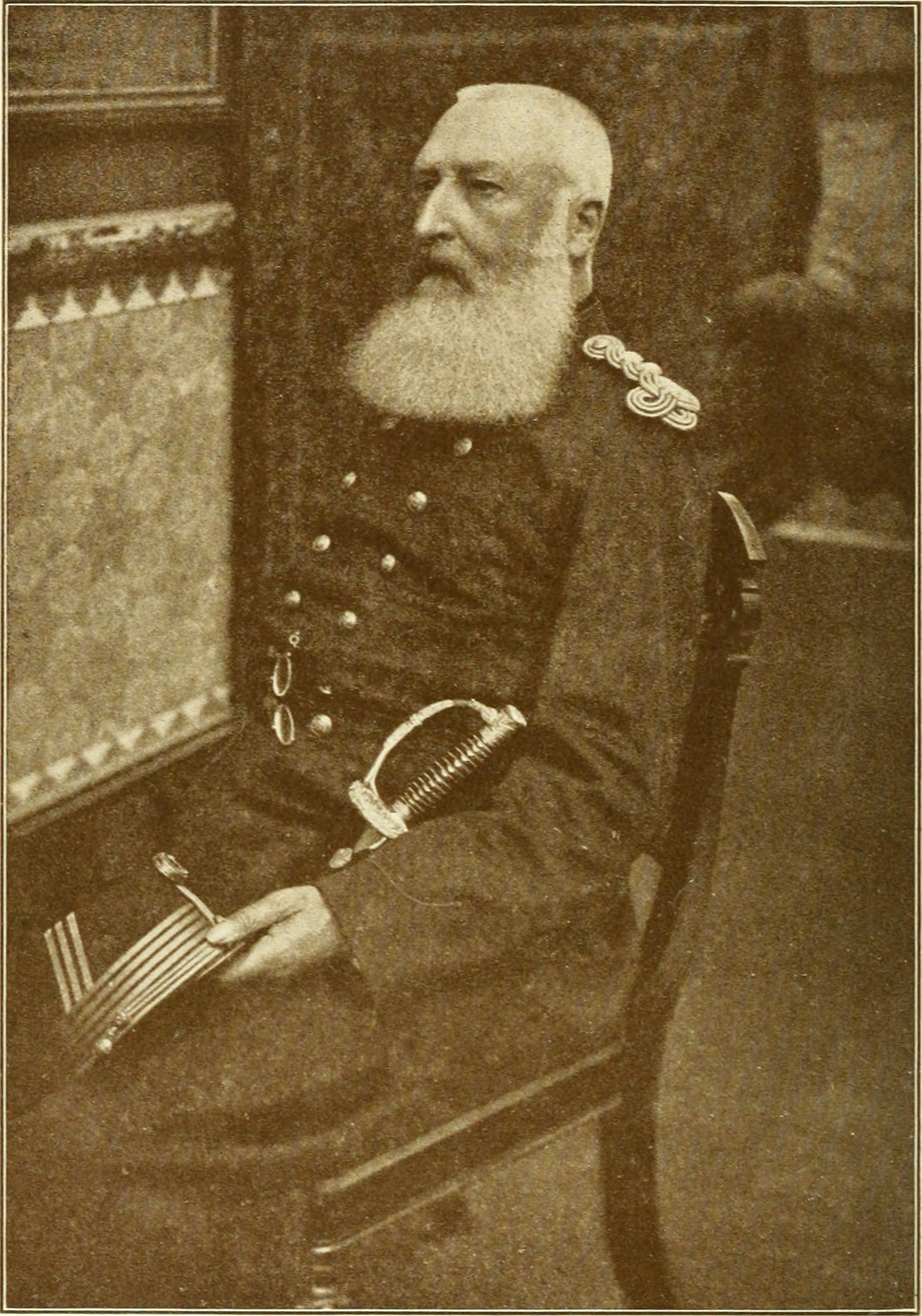

في الفترة من عام 1885 إلى عام 1908، ارتكبت العديد من الفظائع الموثقة جيدا في دولة الكونغو الحرة (جمهورية الكونغو الديمقراطية اليوم) التي كانت في ذلك الوقت مستعمرة خاضعة للحكم الشخصي للملك ليوبولد الثاني ملك بلجيكا. وترتبط هذه الفظائع بوجه خاص بسياسات العمل المستخدمة لجمع المطاط الطبيعي للتصدير. وإلى جانب الأمراض الوبائية، والجوع، وانخفاض معدل المواليد بسبب هذه الاضطرابات، ساهمت هذه الفظائع في انحدار حاد في عدد السكان الكونغوليين. إن حجم انخفاض عدد السكان خلال هذه الفترة أمر مختلف عليه، ولكن يعتقد أنه يتراوح بين مليون وخمسة عشر مليون نسمة.
ففي مؤتمر برلين في الفترة 1884-1885، خصصت القوى الأوروبية منطقة حوض الكونغو لصالح منظمة خيرية خاصة يديرها ليوبولد الثاني، الذي كان حريصا لفترة طويلة على تحقيق طموحات التوسع الاستعماري. وكان الإقليم الخاضع لسيطرة ليوبولد تتجاوز مساحته 2,600,000 كيلومتر مربع (1,000,000 ميل مربع)، وسط مشاكل مالية، يحكمه كادر ضئيل من المسؤولين الرسميين من مختلف أنحاء أوروبا. في مستهل الأمر كانت المستعمرة غير مربحة وغير كافية، حيث كانت الدولة على وشك الإفلاس دوما. فالطفرة في الطلب على المطاط الطبيعي، الذي كان وفيرا في الإقليم، خلقت تحولا جذريا في تسعينيات القرن التاسع عشر—لتسهيل استخراج وتصدير المطاط، حيث تم تأميم جميع الأراضي «غير المأهولة» في الكونغو، وتم توزيع الأغلبية على الشركات الخاصة كتنازلات. حفظت الدولة بعضها. وفي الفترة بين عامي 1891 و1906، سمح للشركات بأن تفعل كل ما ترغب فيه دون تدخل قضائي تقريبا، وكانت النتيجة أن العمل القسري والإكراه العنيف استخدما لجمع المطاط بتكاليف زهيدة وتعظيم الربح. كما تم إنشاء جيش محلي شبه عسكري، وهو القوة العامة، لفرض سياسات العمل. يمكن قتل العمال الأفراد الذين رفضوا المشاركة في جمع المطاط وتدمير قرى بأكملها.